# Egnatia Mariniana
Egnatia Mariniana Valerianus római császár felesége és Gallienus császár anyja volt.
Számos DIVAE MARINIANAE feliratú érme maradt fenn, melyek  Valerianus és Gallienus uralkodásának kezdetéről származnak. Lehetségesnek tartják, hogy  Mariniana 253 előtt meghalt.
Korábban feltételezték, hogy Egnatius Victor Marinianus legatus volt Mariniana apja. Az utóbbi időben azonban azt feltételezik, hogy Lucius Egnatius Victor ( consul suffectus 207 előtt) lánya, ezért Egnatius Victor Marinianus nővére. 